# 금오신화

금오신화
(16세기 조선중기 문신 윤춘년이 필사한 필사본)

《금오신화(金鰲新話)》는 조선 전기의 시인, 작가이며 생육신의 한 사람인 김시습(金時習, 1435-1493)이 금오산(金鰲山)에서 지은 것으로 추정되는 조선 최초의 한문 단편 소설집이다.

## 수록 단편
《금오신화》에는 아래와 같은 다섯 편의 소설이 수록되어 있다.
1. 〈만복사저포기〉(萬福寺樗蒲記)
2. 〈이생규장전〉(李生窺墻傳)
3. 〈취유부벽정기〉(醉遊浮碧亭記)
4. 〈남염부주지〉(南炎浮洲志)
5. 〈용궁부연록〉(龍宮赴宴錄)

## 내용
한국 전기체(傳奇體) 소설 즉, 용궁, 저승, 신선 세계처럼 현실에서 있을 수 없는 소재들로써 쓴 소설의 효시로 평가받으며, 초기 소설의 형태로 등장인물은 모두 재자가인이며, 현실과는 거리가 있는 한가적이고, 비현실적인 내용을 다루고 있다. 과거시험을 준비하다가 세조의 쿠데타(계유정난)이 일어나자 세상에 나아갈 뜻을 꺽고 생육신으로 살았던 김시습의 철학이 담긴 단편소설들이기 때문에 방외인 문학이라고 불린다.

## 출판
《금오신화》는 일본에서 전해오던 목판본을 최남선(崔南善)이 발견하여 1927년 잡지 《계명》 19호에 소개를 하였다. 이 목판본은 1884년 동경에서 간행된 것으로 상하 두 권으로 되어 있다. 1999년 9월에는 16세기 경 조선 중기의 문신 윤춘년 이 필사한 필사본이 발견되기도 했다.

## 같이 보기
- 김시습
- 생육신
- 설공찬전
- 금오산
- 동학사